# Francis Casadesus
Pour les articles homonymes, voir Casadesus.
Pour les autres membres de la famille, voir Famille Casadesus.
François-Louis « Francis » Casadesus est un compositeur, chef d'orchestre et pédagogue français né le 2 décembre 1870 à Paris et décédé le 2 juillet 1954 à Suresnes. Il est issu de la célèbre famille musicienne des Casadesus et est le frère de Henri et de Marius Casadesus.

## Biographie
Fils de Luis Casadesus et Mathilde Sénéchal, Francis Casadesus a fait ses études au Conservatoire de Paris avec Albert Lavignac et César Franck. Il fait une carrière de chef d'orchestre d'abord à l'Opéra de Paris et à l'Opéra-Comique. Avec ces orchestres il fait des tournées en France (1890-1892) et en Europe (1895).
Il fonde et dirige pendant de nombreuses années le Conservatoire américain de Fontainebleau. Il est engagé comme chef d'orchestre à la radio. En 1935, il dirige les manifestations musicales des Fêtes du peuple. Il a écrit des critiques musicales dans l'Aurore. En 1916, il a fondé la revue La Musique pour faire connaître les musiciens mobilisés et leurs œuvres. En 1942, il a été nommé vice-président de la SACEM.
Son fils Jules-Raphaël était journaliste et homme de lettres, sa petite fille Odette femme de lettres et son arrière-petit fils Axel est compositeur et organiste.

## Œuvres

### Opéras
- Cachaprès, (créé le 12 février 1914 au Théâtre Royal de la Monnaie, à Bruxelles)
- La Chanson de Paris, (1924)
- Bertrand de Born, (Monte-Carlo, 1925)
- Messie d'Amour, (Monte-Carlo, 1928)
- Fête des Géants (1944)

### Ballets
- Le Ballet des fleurs, (1898)

### Musique symphonique
- Au beau jardin de France
- Morceau de concert, pour alto et petit orchestre
- Symphonie en mi majeur
- Symphonie scandinave (1906) (enregistrement à écouter ici : https://soundcloud.com/axel-casadesus/sets/symphonie-scandinave)
- London Sketches, pour 10 instruments à vent

### Musique vocale
- nombreuses mélodies

### Musique de films
- 1931 : Laurette ou le Cachet rouge de Jacques de Casembroot